# NGC 4706
NGC 4706是一個透鏡狀星系，位於半人馬座，距離地球約1億5700萬光年。
天文學家約翰·赫歇爾於1834年6月5日發現NGC 4706。
NGC 4706是半人馬座星系團的成員。

## 外部連結
- WikiSky上关于NGC 4706的内容：DSS2, SDSS, GALEX, IRAS, 氢α, X射线, 天文照片, 天图, 文章和图片